# CDP Curicó Unido
Der Club de Deportes Provincial Curicó Unido, auch bekannt als Curicó Unido,  ist ein Sportverein aus Curicó in Chile, insbesondere bekannt für seine Erfolge im Fußball. Der Verein wurde 1973 gegründet und spielt aktuell in der ersten chilenischen Fußballliga, der Primera División.

## Geschichte

### Von den Anfängen bis zur Gegenwart
Curicó Unido wurde am 26. Februar 1973 mit Edmundo Rojas als erstem Präsidenten des Vereins gegründet. Neben Alianza de Curicó, Luis Cruz Martínez und Bádminton de Curicó war Curicó Unido der vierte professionelle Fußballverein aus der Stadt Curicó.
In der ersten Saison der Vereinsgeschichte trat Curicó 1974 in der Primera B an, der zweithöchsten chilenischen Liga. Nach sieben Jahren steig der Klub erstmals zur Saison 1981 ab, kehrte aber zwei Jahre später wieder in die Primera B zurück. In den Folgejahren konnte sich Curicó in der zweiten Liga halten, bis man in der Saison 1990, trotz eines 4:1-Sieges im Saisonendspiel gegen Deportes Valdivia, in die Tercera División abstieg. Erst im Jahr 2005 gelang dem Verein der Wiederaufstieg in die zweite Liga. Die Albirrojos gewannen im Saisonendspurt mit 4:0 gegen Iberia und kehrten auf diese Weise nach 15 Jahren Abwesenheit in die Primera B zurück.
In der Folgesaison konnte man die Klasse mit einem guten fünften Platz halten. Nach weiteren zwei Jahren in der Zweitklassigkeit, gelang Curicó 2008 durch einen 1:0-Sieg genen Deportes Puerto Montt, der Aufstieg in die Primera División. Nach nur einer Saison in der ersten Liga musste der Verein wieder den Gang in Liga zwei antreten.
Erst in der Saison 2016/17 kehrte Curicó in die Primera División zurück und hält sich dort bis heute.

### Geschichte der Spielbekleidung
| 1982 | 1985 | 1986 | 1987 | 2001 | 2004 | 2007 | 2013 | 2016 |

## Trainerhistorie
- Germán Corengia (2014–2015)[3]
- Cristián Molins (2015)
- Luis Marcoleta (2015–2018)
- Jaime Vera (2018)
- Dalcio Giovagnoli (2019)
- Hugo Vilches (2019)
- Nicolás Larcamón (2020)

## Erfolge
- Primera B (2): 2007/08, 2016/17

- Tercera División (1): 2004/05